# Parafia Ducha Świętego w Białymstoku
Parafia pw. Ducha Świętego w Białymstoku – rzymskokatolicka parafia należąca do dekanatu Białystok – Śródmieście, archidiecezji białostockiej, metropolii białostockiej.

## Historia parafii
Parafia została utworzona 2 października 1987 roku.

## Miejsca kultu
Kościół parafialny
Kościół parafialny pw. Ducha Świętego wybudowany w latach 1990–1996 według projektu Jerzego Zgliczyńskiego.
Kościoły filialne i kaplice
- Kaplica pw. Matki Bożej Miłosierdzia w domu SS. Pallotynek w Białymstoku